# Козел, Роман Игоревич
Роман Игоревич Козел (бел. Раман Ігаравіч Козел; род. 7 февраля 1997, Брест) — белорусский футболист, защитник клуба «Нива».

## Карьера
Воспитанник брестского «Динамо». В 2013 году начал выступать в дублирующем составе клуба. В период с 2015 по 2016 года проходил службу в армии. В 2017 году присоединился к «Слониму». Дебютировал за клуб 8 апреля 2017 года в матче против минского «Торпедо». Сразу же стал одним из ключевых игроков клуба. Дебютный гол забил в матче 29 апреля 2017 года против пинской «Волны». Провёл за клуб 17 матчей во всех турнирах, в которых отличился 5 голами. В июле 2017 года перешёл в минский клуб «Крумкачи». Дебютировал за клуб и в Высшей Лиге 29 июля 2017 года в матче против «Витебска». Закрепился в основной команде, выступая в амплуа правого защитника.
В начале 2018 года тренировался с «Крумкачами», однако клуб был отстранён от участия в Высшей Лиге. Затем стал тренироваться вместе с бобруйской «Белшиной», в марте 2018 года с которой подписал полноценный контракт. Дебютировал за клуб 7 апреля 2018 года в матче против пинской «Волны». Результативными действиями за клуб не отличился, однако стал одним из ключевых игроков клуба.
В 2019 году перешёл в брестский «Рух». Дебютировал за клуб 13 апреля 2019 года в матче против своего бывшего клуба бобруйской «Белшины». Однако провёл за клуб лишь 3 матча, в которых выходил на замену в самых их концовках. В июле 2019 года покинул клуб. Вскоре присоединился к микашевичскому «Граниту». Дебютировал за клуб 17 августа 2019 года в матче против гомельского «Локомотива». Дебютный гол за клуб забил 21 сентября 2019 года в матче против новополоцкого «Нафтана». В феврале 2020 года продлил контракт с клубом. В апреле 2020 года покинул клуб из-за финансовых проблем. Вскоре присоединился к клубу «Динамо-Брест-1960» из Второй Лиги.
В 2021 году вернулся в «Слоним-2017». Первый матч за клуб сыграл 17 апреля 2021 года против «Орши». Первым голом отличился 5 мая 2021 года в матче против бобруйской «Белшины». Однако по итогу сезона занял с клубом последнее место и покинул его.
В 2022 году присоединился к клубу «Нива». По итогу сезона стал чемпионом Второй Лиги. В марте 2023 года продлил контракт с клубом. Первый матч за клуб в рамках Первой Лиги сыграл 1 апреля 2023 года против гомельского «Бумпрома».

## Международная карьера
В 2015 году был вызван в юношескую сборную Беларуси до 18 лет, однако так и не дебютировал за неё. В 2017 году выступал в молодёжной сборной Беларуси.

## Достижения
«Нива» Долбизно
- Победитель Второй Лиги: 2022